# Kaschmiriosoma nodosum
Kaschmiriosoma nodosum är en mångfotingart som beskrevs av Jeekel 2003. Kaschmiriosoma nodosum ingår i släktet Kaschmiriosoma och familjen orangeridubbelfotingar. Inga underarter finns listade i Catalogue of Life.